# Romina Fregoso
Romina Fregoso (20 de agosto de 2003) es una deportista mexicana que compite en bádminton. Ganó una medalla de bronce en los Juegos Panamericanos de 2023, en la prueba de dobles.

## Palmarés internacional
| Juegos Panamericanos | Juegos Panamericanos | Juegos Panamericanos | Juegos Panamericanos |
| Año                  | Lugar                | Medalla              | Prueba               |
| -------------------- | -------------------- | -------------------- | -------------------- |
| 2023                 | Santiago (Chile)     | Medalla de bronce    | Dobles               |